# David Walsh
David H. Walsh (Hoboken, 5 ottobre 1889 – Boca Raton, 2 giugno 1975) è stato un arbitro di pallacanestro statunitense, membro del Naismith Memorial Basketball Hall of Fame dal 1961 in qualità di arbitro.
Iniziò la carriera arbitrale nel 1911, dirigendo a livello di high school, college e professionistico. Si ritirò dopo trent'anni, nel 1941. Walsh fu tra coloro che diressero la prima partita di pallacanestro mai disputata con tre arbitri.